# Wenkbrauwalbatros

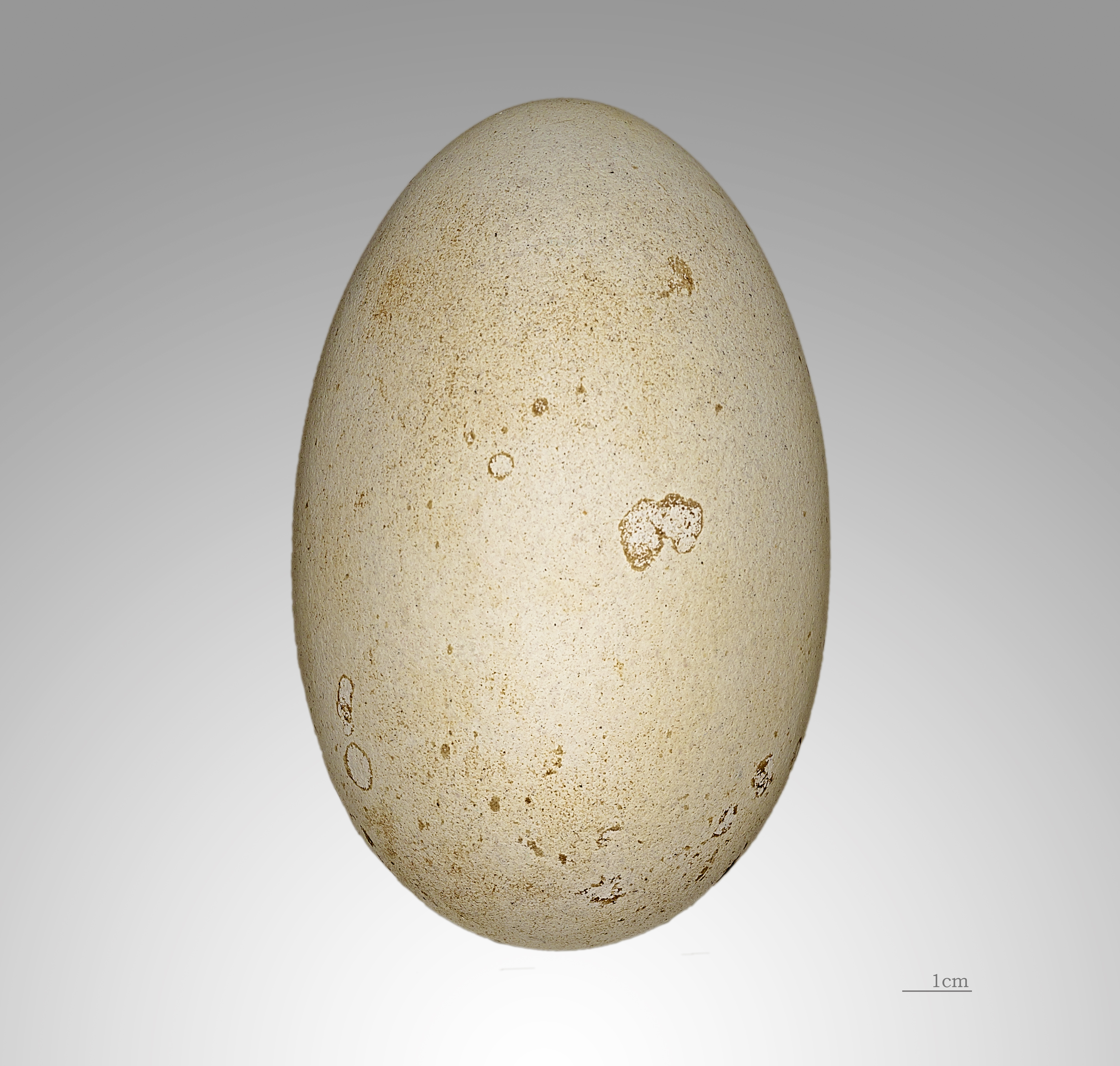
Ei van de wenkbrauwalbatros

De wenkbrauwalbatros of malmokalbatros (Thalassarche melanophris) is een grote zeevogel uit de familie van de albatrossen. Het is sinds 2013 een soort die gevoelig is (voor uitsterven) volgens de criteria van de IUCN. Tevens is het de meest algemene albatros.

## Beschrijving
De wenkbrauwalbatros is een zeer grote vogel met een vrijwel geheel wit verenkleed. De mantel en staartpunt zijn zwart. De lange vleugels zijn zwart aan de bovenzijde. De ondervleugel is wit met een brede zwarte kadering. Boven het oog loopt een zwarte streep, waaraan de soort zijn naam dankt. De snavel is op de roze punt na geheel oranjegeel. Juvenielen hebben een grijze snavel met een donkere punt, een min of meer grijze kraag om de kop en donkerdere ondervleugels. De onderkant van de vleugels is aanvankelijk ook donker.
De wenkbrauwalbatros heeft een lichaamslengte van ongeveer 93 cm, een vleugelspanwijdte van ongeveer 2,4 m en een lichaamsgewicht tot 5 kg.
De roep van de wenkbrauwalbatros is een luide waaahh.

## Verspreiding en leefgebied
Zoals alle albatrossen is deze vogel een bewoner van de open oceaan. Op het land is hij vrij onbeholpen. De wenkbrauwalbatros is het jaar rond een algemene verschijning in de wateren rond Kaap de Goede Hoop. Vooral in de wintermaanden zijn de aantallen groot. De soort broedt op Sub-Antarctische eilanden in de Zuidelijke Oceaan. De belangrijkste broedpopulaties bevinden zich op de Falklandeilanden, Zuid-Georgië en in Chili.
Deze soort albatros is de enige die sinds de jaren zestig van de twintigste eeuw met enige regelmaat op het noordelijk halfrond wordt waargenomen. Dit zijn eenlingen die zich ophouden in de buurt van kolonies van jan-van-genten in Noord-Schotland. Vogelkenners denken dat het hier steeds om dezelfde vogel gaat. In 2007 werd verondersteld dat deze wenkbrauwalbatros 47 jaar oud is en meer dan veertig jaar geleden door een storm in noordelijke oceanen verzeild is geraakt.
Na 2007 zijn er nog meer waarnemingen van een wenkbrauwalbatros in de Noordzee, mogelijk weer steeds hetzelfde exemplaar. In 2017 werd er een waargenomen in de Belgische territoriale wateren.
Deze vogelsoort is in 1970 afgevoerd van de lijst van in Nederland voorkomende soorten en tussen 1970 en 1997 zijn er geen aanvaarde waarnemingen gemeld.

## Gedrag
De wenkbrauwalbatros is een zwervende soort, die vaak duizenden kilometers aflegt bij het zoeken naar voedsel. Hij glijdt op bewegingsloze vleugels moeiteloos over de golven en vangt zo vis. In 2009 werd uit onderzoek met behulp van een kleine op de rug gemonteerde camera bekend dat de wenkbrauwalbatros vaker het gezelschap opzoekt van orka's of soortgenoten om de kans op het vinden van voedsel te vergroten. Vaak wordt de soort waargenomen terwijl hij een vissersboot volgt.
De wenkbrauwalbatros broedt in kolonies. Het ei wordt gelegd in een holletje op een modderheuveltje. Als het jong uit dit nest tuimelt wordt het niet meer door de moeder als het hare herkend en gevoed. Het moet op eigen kracht weer het nest in klauteren. Dat kan voor het jong fataal worden als het daarvoor te zwak is. De band tussen moeder en jong wordt versterkt door het wederzijds tikken van snavel op snavel. Kan het jonge dier eenmaal lopen dan moet het zorgen op de plek van "afscheid" te zijn wanneer het moederdier terugkomt met voedsel. Is het verder weggelopen dan zo'n 15 m. dan kan zij het door haar gekende gepiep van haar jong in de kolonie niet meer waarnemen. Dat wordt dus zoeken en vinden of de dood van het jong. Voor de voortplanting keert de wenkbrauwalbatros altijd terug naar zijn geboorte-eiland. Nadat het jong is uitgevlogen, brengt het de eerst vijf jaar van zijn leven op open zee door voor hij weer terugkeert om zich voort te planten.

## Bedreiging
BirdLife International beschouwde de wenkbrauwalbatros tot 2013 als een bedreigde diersoort. Alhoewel de soort vrij algemeen is, namen de aantallen in de vorige eeuw sterk af. Deze afname werd vooral toegeschreven aan de toename van de langelijnvisserij. Bij deze vorm van visserij wordt aas aan lange vislijn achter een schip aangesleept, een methode waarbij veel bijvangst is in de vorm van zeevogels en zeeschildpadden. Sinds de eeuwwisseling, maar mogelijk al sinds de jaren 1980, stijgt het populatieaantal van de wenkbrauwalbatros op de Falklandeilanden, het belangrijkste (70%) broedgebied van deze soort. De grootte van de totale populatie is in 2016 geschat op 1,4 miljoen volwassen vogels en in 2017 is op de Rode lijst van de IUCN de status veranderd in niet bedreigd.
Voor de kust van Antarctica neemt de soort in aantallen af door klimaatverandering . De stormen daar nemen toe in snelheid, kracht en duur. Jongen worden erdoor uit de nesten geblazen.